# أوساكا
أوساكا (باليابانية: 大阪市 = Ōsaka-shi ) هي مدينة في اليابان، وعاصمة محافظة أوساكا، تقع جنوب جزيرة هونشو (أكبر جزر البر الياباني)، تطل على خليج أوساكا وفيها مصب نهر يودوغاوا على خليج أوساكا. يبلغ عدد سكانها حوالي 2,636,257 نسمة (عام 2007).
تكوَن المدينة مع ضواحيها منطقة كيهانشين التي تعتبر ثاني أكبر تجمع حضري في اليابان، من حيث المساحة وتعداد السكان (16.6 مليون نسمة). تشكل هذا التجمع كل من مدن: أوساكا، كوبه وساكائي، يمتد على طول 75 كيلومترا، ويحتل حجم التبادلات التي تتم في موانئه المرتبة الثانية بعد منطقة خليج طوكيو.
تعتبر مدينة أوساكا تاريخياً على أنها المطبخ الوطني لليابان أو ما يُسمّى (باليابانية: 天下の台所) تلفظ تينكا نو دايتوكورو tenka no daitokoro.

## التاريخ

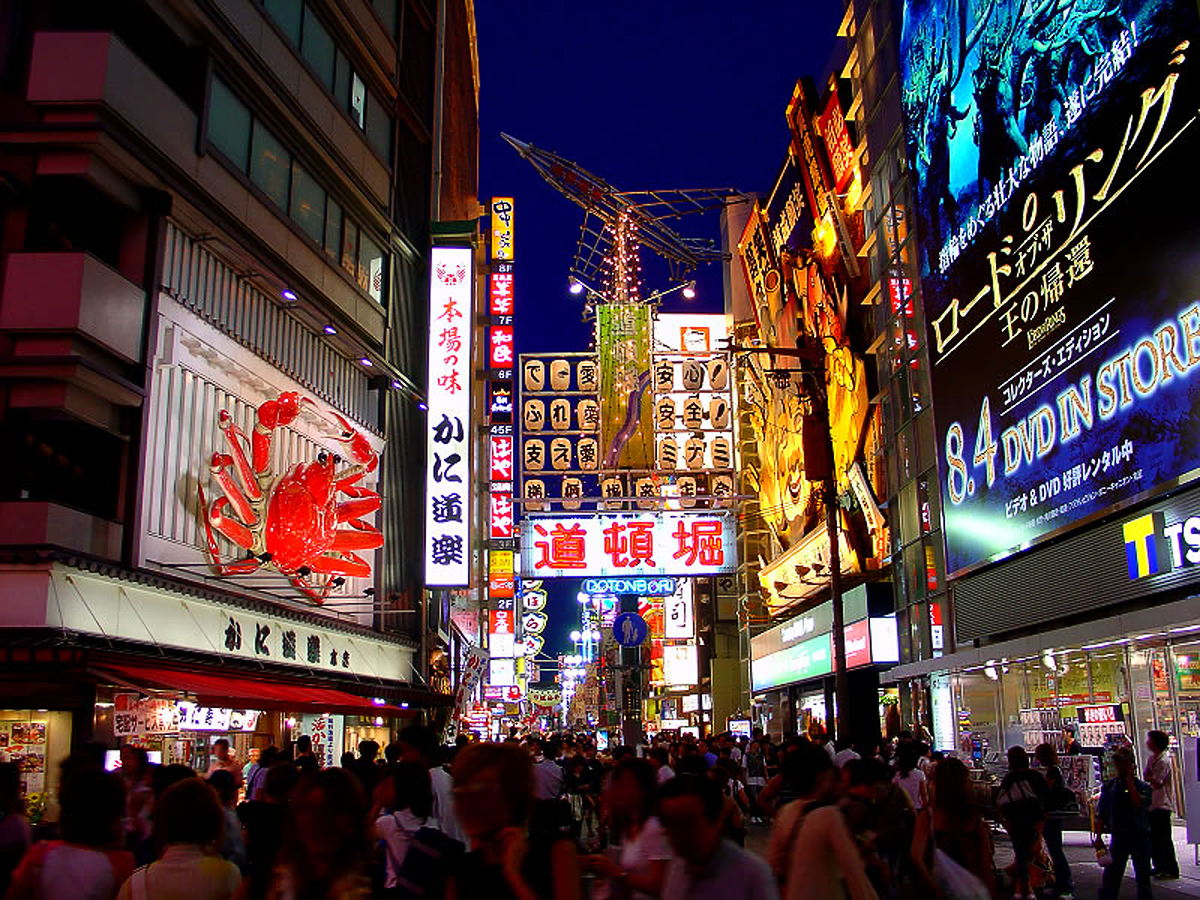
تميزت أوساكا بأنها مدينة إقتصادية كأي مدينة يابانية

ترجع أصول المدينة إلى حوالي 300 ق.م، وكانت تسمى نانيوا. عام 1583 م قام القائد الياباني تويوتومي هيده-يوشي باتخاذها عاصمة له، وشيّد بها قصر كبيرا (هُدم بعدها عام 1615 م). أثناء فترة حكمه أصبحت أوساكا مركز البلاد ومحورا لتجارة مزدهرة. في القرن الـ18 م، حافظت المدينة على مركزها كعاصمة للتجارة المحلية كما اشتهرت في مجالي الثقافة والفنون. تضررت كثيرا أثناء الحرب العالمية الثانية، ثم أُعيد بناؤها من جديد. احتضنت عام 2002 م فعاليات كأس العالم لكرة القدم، بعد أن رُمّم ملعبها الرئيسي (1996 م) ورُفعت سعته إلى 50,000 متفرج.
كانت أوساكا لفترة طويلة ذات أهمية اقتصادية بنسبة سكانية كبيرة من طبقة التجار في نظام طبقات المجتمع الأربع.

## جغرافيا
الجهة الغربية لمدينة أوساكا مفتوح على خليج أوساكا، أما الجهات الأخرى فهي محاطة بمدن وبلدات صغيرة جميعها تتبع لمحافظة أوساكا، عدا مدينة أماغاساكي التي تتبع محافظة هيوغو في الشمال الغربي. تحتل المدينة ما يقارب 12% من مساحة محافظة أوساكا.

### أحياء
يوجد 24 حياً في أوساكا، وهي تزيد بواحد عن عدد أحياء طوكيو:
| - أبينو-كو - أساهي-كو - تشوو-كو - فوكوشيما - هيغاشي إناري-كو - هيغاشيسوميوشي-كو - هيغاشي يودوغاوا-كو - هيرانو-كو - إكونو-كو - جوتو-كو - كيتا-كو - كونوهانا-كو | - ميناتو-كو - مياكوجيما-كو - نانيوا-كو - نيشي-كو - نيشي إناري-كو - نيشي يودوغاوا-كو - سومينوي-كو - سوميوشي-كو - تايشو-كو - تيننوجي-كو - تسورومي-كو - يودوغاوا-كو |

### مناطق التسوق
- أمريكامورا (القرية الأمريكية): يباع فيها الموضات للشباب
- دين دين تاون: مدينة الكهربائيات والأجهزة الإلكترونية
- دوتونوبوري: جزء من مدينة نامبا وتعتبر مركز المدينة
- نامبا: المركز الرئيسي للتسوق، السياحة، ومنطقة المطاعم
- شينسايباشي: البضائع الفاخرة ومراكز التسوق
- أوميدا: المتاحف، المحلات الفاخرة، ومراكز التسوق.

## المدينة

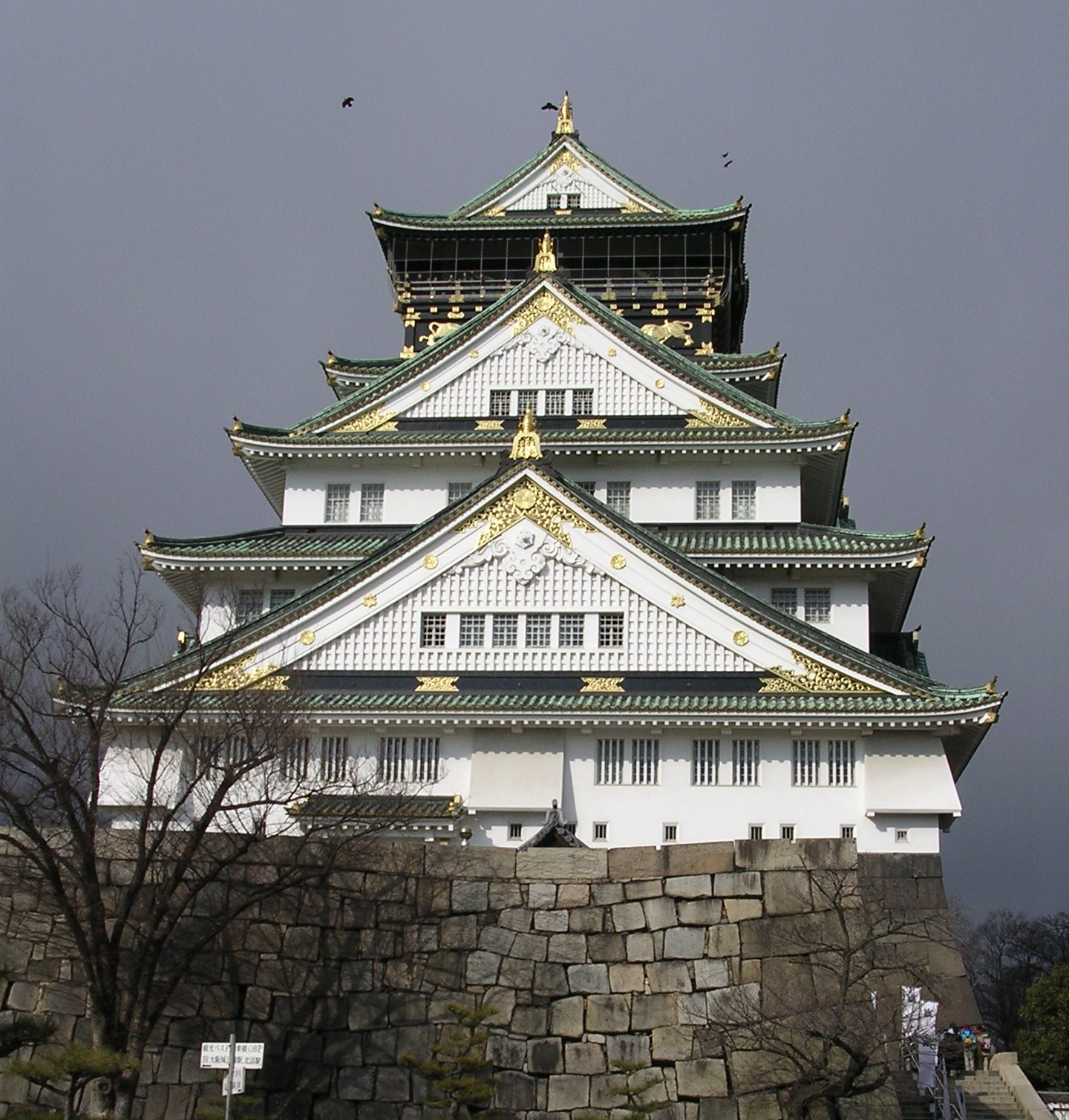
قلعة أوساكا مقر إقامة القائد هيده-يوشي، أعيد بناء القلعة مجددا مرات عدة وكانت آخرها بعد الحرب العالمية الثانية.

تعبر المدينة قنوات كثيرة تتخللها جسور عديدة، مما حدا بالبعض أن يطلق على المدينة تسمية بندقية اليابان. لكثرة الحدائق فيها، وأكبرها متنزه تننوجي، ويأوي في داخله حدائق المدينة النباتية، تعتبر المدينة معقلا لفن المسرح في اليابان، وبالأخص مسرح بونراكو (مسرح الدمى أو العرائس). تتواجد فيها العديد من معاهد التعليم العالي: جامعة أوساكا (أسست 1931 م) ، جامعة كانساي (1886 م) ، وجامعة مدينة أوساكا (1949 م). تم فيها إقامة المعرض العالمي إكسبو عام 1970 م.

## الاقتصاد
يمثل مطار كانساي الدولي والذي شيد عام 1994 م على إحدى الجزر الاصطناعية في عرض الشواطئ الخليج، نقطة حيوية في شبكة الخطوط الجوية في اليابان، أوساكا مدينة صناعية ومركز مالي وتجاري. يطغى تحويل الحديد والصلب على النشاطات الصناعية في المدينة، إلى جانب الصناعات النسيجية، بناء السفن، صناعة السيارات، التجهيزات الكهربائية ومعدات البناء.

### شركات رئيسية مقرها أوساكا
- دايمارو
- خط هانكيو: شركة قطارات.
- خط هانشن الكهربائية: شركة قطارات خاصة.
- شركة كانساي للطاقة الكهربائية
- شركة خط شرق اليابان
- خط نانكاي الكهربائي
- شركة نيسن للمنتجات الغذائية

## النقل

### المطارات
المطار الرئيسي في أوساكا هو مطار كانساي الدولي، له شكل مستطيل على جزيرة عائمة فوق البحر في خليج أوساكا، حيث يخدم هذا المطار المنطقة المحيطة بما فيها كيوتو، نارا، وكوبي.
كما يوجد مطار أوساكا الدولي، ويقع على الحدود بين مدينتي إتامي أوساكا.

### السكة الحديدية
يعد نظام مترو الأنفاق في أوساكا رقم 8 عالمياً من حيث عدد الركاب السنوي حيث يخدم ما يقارب 912 مليون راكب سنوياً. كما يوجد كذلك شركة سكك حديدية أخرى خاصة تربط أوساكا بالمناطق المحيطة.

## أماكن مهمة في أوساكا

### ملاعب رياضية
- أوساكا دوم (قبة أوساكا)
- قاعة ألعاب محافظة أوساكا
- استاد ناغاي
- قلعة أوساكا

## إعلام

### صحف
توزع في أوساكا الصحف اليابانية الرئيسية الخمس، أساهي شيمبون، ماينيتشي شيمبون، نيهون كيزاي شيمبون، سانكيه شيمبون، يومي-أوري شيمبون.

## إكسبو أوساكا 2025
استضافات اليابان إكسبو 2025 وتحديداً في مدينة أوساكا من 13 أبريل 2025 إلى 13 أكتوبر 2025، وستكون هذه هي المرة الثانية التي تستضيف فيها أوساكا معرض إكسبو العالمي، بعد أن استضافته سابقاً في عام 1970، ويحمل المعرض عنوان "تصميم مجتمع المستقبل لحياتنا".